# Liste der Stolpersteine in Wiesbaden-Südost
 Info: Angaben zu Eigenschaften, welche alle Teillisten für Wiesbaden gemeinsam haben, sind unter Liste der Stolpersteine in Wiesbaden zu finden.

## Liste
| Adresse                                | Name                                     | Inschrift mit Ergänzungen | Verlegedatum     | Bild | Anmerkung |
| -------------------------------------- | ---------------------------------------- | --- | ---------------- | ---- | --- |
| Mosbacher Straße 36 (Humboldtschule) · | Leopold Baer                             | Hier wohnte Leopold Baer Jg. 1882 Verhaftet 10.11.1938 Buchenwald Ermordet 6.12.1938                                                         | 22. Jan. 2008    |      | Von 1913 an war Leopold Baer Mitinhaber der väterlichen Firma. Es handelte sich um ein Textilgeschäft. Das Unternehmen genoss einen guten Ruf und galt als eines der führenden Wiesbadener Fachgeschäfte seiner Art. Die florierende Firma beschäftigte über 40 Mitarbeiter. Durch Boykottmaßnahmen der Nazis seit 1933 wurde das Geschäft so geschädigt, dass die Inhaber es 1935 an einen ehemaligen Mitarbeiter verkaufen mussten. |
| Mosbacher Straße 36 (Humboldtschule) · | Paul Kornblum                            | Hier wohnte Paul Kornblum Jg. 1868 Deportiert 1.9.1942 Theresienstadt Tot 24.12.1942                                                         | 22. Jan. 2008    |      | Nachdem Lublinitz 1922 an Polen abgetreten worden war, hat Paul Kornblum sein dortiges Geschäft aufgegeben und ist nach Wiesbaden gezogen. Seinen Grund und Boden und auch die Häuser, die er dort besaß, veräußerte er jedoch nicht. Er besaß Wertpapiere und lebte nun von diesem Vermögen. Als im Jahr 1940 die Stadt Oppeln das Haus von Paul Kornblum in der Hindenburgstr. 37 erwirbt, werden von dem Erlös 55.000 RM als Reichsfluchtsteuer, offensichtlich für den Sohn, sofort an das Reich überwiesen. Der Rest wird über das Sicherungskonto beschlagnahmt, ebenso wie vorher schon sämtliche Wertpapiere. Dem Ehepaar Kornblum wird nur ein kleiner Betrag vom eigenen Vermögen zur persönlichen Verfügung zugestanden. Der Sohn emigrierte 1939 in die USA, sein Umzugsgut und die Schiffspassage sowie alle Steuern waren vom Vater bezahlt worden. Am 17. September 1940 stirbt Pauline Kornblum, vielleicht nachdem die Zwangseinweisung in ein sog. Judenhaus angedroht worden war. |
| Mosbacher Straße 36 (Humboldtschule) · | Pauline Kornblum geb. Schönberger        | Hier wohnte Pauline Kornblum geb. Schönberger Jg. 1879 Tot 17.9.1940 Nach Zwangseinweisung in ein 'Judenhaus'                                | 22. Jan. 2008    |      | Am 17. September 1940 stirbt Pauline Kornblum, vielleicht nachdem die Zwangseinweisung in ein sog. Judenhaus angedroht worden war. |
| Mosbacher Straße 36 (Humboldtschule) · | Bella Levitta                            | Hier wohnte Bella Levitta Jg. 1876 Deportiert 1.9.1942 Treblinka Ermordet 29.9.1942                                                          | 22. Jan. 2008    |      | Bella Levitta war Hutmacherin. Wohnung und Geschäft befanden sich in der Grabenstraße in Rüdesheim, wo sie Hüte für Kundinnen vor allem im Rheingau, jedoch auch bis nach Frankfurt und Wiesbaden herstellte. Im Dezember 1938 zieht sie nach Wiesbaden, im April 1940 in die Mosbacher Straße 36. Hier arbeitet sie für 35 RM monatlich, Kost und Logis für die Familie Paul und Pauline Kornblum. Pauline Kornblum ist seit langem krank, Bella Levitta versieht den Haushalt. |
| Wielandstraße 6 ·                      | Rosa Beck                                | Hier wohnte Rosa Beck Jg. 1890 Deportiert 1942 Lublin Ermordet in Sobibor                                                                    | 5. Mai 2010      |      | |
| Juliusstraße 3 ·                       | Dr. Ernst Bender                         | Hier wohnte Dr. Ernst Bender Jg. 1867 Gedemütigt/Entrechtet Behandlung verweigert Tot an den Folgen 9.9.1939                                 | 4. Okt. 2011     |      | |
| Juliusstraße 3 ·                       | Fanny Bender geb. Beer                   | Hier wohnte Fanny Bender geb. Beer Jg. 1876 Gedemütigt/Entrechtet Behandlung verweigert Tot an den Folgen 25.7.1939                          | 4. Okt. 2011     |      | |
| Wielandstraße 23 ·                     | Lotte Bernstein                          | Hier wohnte Lotte Bernstein Jg. 1889 Deportiert 1942 Ermordet in Lublin                                                                      | 21. Feb. 2006    |      | |
| Wielandstraße 23 ·                     | Ida Cohn geb. Schwarz                    | Hier wohnte Ida Cohn geb. Schwarz Jg. 1877 Deportiert 1942 Theresienstadt Ermordet 13.1.1943                                                 | 8. Aug. 2006     |      | |
| Niederwaldstraße 4 ·                   | Amalie Blühdorn geb. Horn                | Hier wohnte Amalie Blühdorn geb. Horn Jg. 1884 Deportiert 1942 Theresienstadt Tot 31.10.1942                                                 | 13. Okt. 2010    |      | Amalie Blühdorn war weit über Köln und Wiesbaden hinaus bekannt gewesen als Kunstkennerin und Porzellansammlerin. Ihr Rat und ihr Urteil galten viel in Fachkreisen. Sie hat auch nach der Aufgabe ihrer Firma weiter Porzellan gesammelt, was dazu führte, dass sie schließlich über keinerlei Geldmittel mehr verfügte und von Verwandten unterstützt werden musste. Ein weiterer Stolperstein für Amalie Blühdorn wurde am Familienwohnsitz Theodor-Heuss-Ring 60 in Köln verlegt. |
| Parkstraße 35 ·                        | Adolf Julius Blumenthal                  | Hier wohnte Adolf Julius Blumenthal Jg. 1887 Deportiert Sobibor Ermordet 18.7.1943                                                           | 21. Feb. 2006    |      | Adolf Blumenthal war von seinen Eltern als Erbe der Firma „S. Blumenthal & Co.“ in der Kirchgasse 39–41 (am heutigen Standort des Kaufhauses Karstadt) bestimmt worden. 1918 trat er in die Gesellschaft ein und übernahm die Leitung des Kaufhauses. 1933 machten die Boykottmaßnahmen gegen jüdische Geschäfte einen Weiterbetrieb unrentabel; es wurde ohne Bezahlung von zwei Mitarbeitern übernommen. Irma und Adolf Blumenthal emigrierten 1935 in die Niederlande, wo sie eine Pension betrieben. Irma Blumenthal wurde zunehmend depressiv und musste 1938/39 in eine Klinik eingewiesen werden. |
| Parkstraße 35 ·                        | Irma Blumenthal-Rosenthal geb. Rosenthal | Hier wohnte Irma Blumenthal-Rosenthal geb. Rosenthal Jg. 1898 Deportiert Auschwitz Ermordet 25.1.1943                                        | 21. Feb. 2006    |      | |
| Alexandrastraße 6 ·                    | Dr. Ferdinand Blumenthal                 | Hier wohnte Dr. Ferdinand Blumenthal Jg. 1874 Flucht 1938 Belgien Tot 14.8.1943 Ärztliche Hilfe verweigert                                   | 27. Jan. 2009    |      | Mit 23 Jahren wurde Ferdinand Blumenthal in Basel zum Doktor der Chemie promoviert. Er arbeitete dann bei den Höchster Farbwerken, anschließend als technischer Direktor bei Boehringer in Ingelheim. 1908 wurde er Teilhaber der chemischen Fabrik Lembach & Schleicher in Wiesbaden-Biebrich, eröffnete etwa 1920 mit einem Partner die „Chemische Fabrik Schwalbach AG“ in Bad Schwalbach, aus der er 1930 wieder ausschied. Von 1930 an ließ er sich als beratender Chemiker nieder und richtete die Fabrikation von chemischen Produkten nach seinen Verfahren in verschiedenen Firmen ein: so etwa die Milchsäure-Fabrikation für die Chemischen Werke Albert in Wiesbaden. Außerdem arbeitete er an Verfahren zur Herstellung von Kunststoffen aus Beiprodukten der Erdölindustrie mit. |
| Alexandrastraße 6 ·                    | Dr. Wilhelm Dreyer                       | Hier wohnte Dr. Wilhelm Dreyer Jg. 1882 Verhaftet 1938 Buchenwald Tot 25.11.1938                                                             | 27. Jan. 2009    |      | Im November 1918 wurde Dr. Wilhelm Dreyer als Oberlandesgerichtsrat an das Oberlandesgericht nach Frankfurt/Main versetzt. Er genoss einen hervorragenden Ruf. Noch im Januar 1933 heißt es in einem Gutachten: „Ein Richter von umfassenden Kenntnissen, sehr gründlicher Arbeitsweise und großer Begabung. … Geeignet zum Reichsgerichtsrat und Mitglied des Reichsfinanzhofes.“ Statt jedoch befördert zu werden, wird Dr. Dreyer im Oktober 1933 an das Landgericht Wiesbaden versetzt, unter Berufung auf das Gesetz zur Wiederherstellung des Berufsbeamtentums vom April 1933. Durch dieses Gesetz verloren jüdische Beamte ihre Stellen. |
| Alwinenstraße 28 ·                     | Julchen Blumenthal geb. Heilbuth         | Hier wohnte Julchen Blumenthal geb. Heilbuth Jg. 1859 Vor Deportation Flucht in den Tod 3.7.1942                                             | 28. Aug. 2008    |      | |
| Klopstockstraße 2 ·                    | Bronna Bodensieck geb. Sachs             | Hier wohnte Bronna Bodensieck geb. Sachs Jg. 1902 Gestapohaft Deportiert 1943 Ermordet 1943 in Auschwitz                                     | 22. Jan. 2009    |      | |
| Klopstockstraße 2 ·                    | Eduard Heilbronn                         | Hier wohnte Eduard Heilbronn Jg. 1874 Herzinfarkt vor Deportation Tot 30.8.1942                                                              | 22. Jan. 2009    |      | Eduard Heilbronn gründete 1903 in Aalen das Warenhaus Eduard Heilbronn. Angesichts immer heftiger werdender Verfolgungsmaßnahmen zogen Eduard und Frieda Heilbronn 1935 nach Wiesbaden. 1939 waren sie in der Klopstockstr. 2 gemeldet und zuletzt wurden sie von der Gestapo in das „Judenhaus“ Alexandrastr. 6 einquartiert. Im April 1940 wurde Eduard Heilbronn gezwungen, das Haus in Aalen weit unter dem tatsächlichen Wert von 400.000,-- RM zu verkaufen. Ende August 1942 wurden Eduard und Frieda Heilbronn aufgefordert, sich am 29. August 1942 in der Synagoge in der Friedrichstraße, der Sammelstelle für die Deportation am 1. September, zu melden. Angesichts des bevorstehenden Abtransports ist Eduard Heilbronn dort im Alter von 68 Jahren verstorben. |
| Klopstockstraße 2 ·                    | Frieda Heilbronn geb. Stern              | Hier wohnte Frieda Heilbronn geb. Stern Jg. 1870 Deportiert 1942 Theresienstadt Ermordet 29.9.1942 Treblinka                                 | 22. Jan. 2009    |      | Eduard Heilbronn gründete 1903 in Aalen das Warenhaus Eduard Heilbronn. Angesichts immer heftiger werdender Verfolgungsmaßnahmen zogen Eduard und Frieda Heilbronn 1935 nach Wiesbaden. 1939 waren sie in der Klopstockstr. 2 gemeldet und zuletzt wurden sie von der Gestapo in das „Judenhaus“ Alexandrastr. 6 einquartiert. Im April 1940 wurde Eduard Heilbronn gezwungen, das Haus in Aalen weit unter dem tatsächlichen Wert von 400.000,-- RM zu verkaufen. Ende August 1942 wurden Eduard und Frieda Heilbronn aufgefordert, sich am 29. August 1942 in der Synagoge in der Friedrichstraße, der Sammelstelle für die Deportation am 1. September, zu melden. Angesichts des bevorstehenden Abtransports ist Eduard Heilbronn dort im Alter von 68 Jahren verstorben. |
| Klopstockstraße 2 ·                    | Amalie v. Sydow geb. Ficker              | Hier wohnte Amalie v. Sydow geb. Ficker Jg. 1867 Deportiert 1942 Auschwitz Ermordet 13.10.1942                                               | 22. Jan. 2009    |      | |
| Carl-Schuricht-Straße 2 ·              | Otto Feibelmann                          | Hier wohnte Otto Feibelmann Jg. 1874 deportiert 1942 Theresienstadt ermordet Okt. 1944                                                       | 24. Oktober 2019 |      | Textilwarenhändler Otto Feibelmann und seine Frau Anna kamen 1930 aus Worms nach Wiesbaden, um hier im Ruhestand ein „sorgenfreies Leben“ führen zu können. Die Hoffnung erfüllte sich nicht. Das Ehepaar wurde im KZ ermordet. |
| Carl-Schuricht-Straße 2 ·              | Anna Feibelmann geb. Siegel              | Hier wohnte Anna Feibelmann geb. Siegel Jg. 1884 deportiert 1942 Theresienstadt 1944 Auschwitz ermordet                                      | 24. Oktober 2019 |      | |
| Kaiser-Friedrich-Ring 53 ·             | Amalie Foth                              | Hier wohnte Amalie Foth geb. Goldhammer geb. 1968 Deportiert 1943 Theresienstadt Ermordet 31.3.1943                                          |                  |      | Zur Erinnerung an Amalie Foth geb. Goldhammer und ihren Sohn Rudolf |
| Klopstockstraße 21 ·                   | Benjamin Kahn                            | Hier wohnte Benjamin Kahn Jg. 1865 Deportiert 1942 Theresienstadt Tot 15.9.1942                                                              | 8. Aug. 2006     |      | Zur Erinnerung an Benjamin Kahn |
| Gutenbergplatz 1 ·                     | Moritz Bormass                           | Hier wohnte Moritz Bormass Jg. 1865 Deportiert 1942 Theresienstadt Tot 12.9.1942                                                             | 2. Okt. 2012     |      | Moritz Bormass war seit 1905 Teilhaber, später auch Geschäftsführer der Firma Julius Bormass GmbH. Sein Vater Julius Bormass hatte das Kaufhaus Bormass 1892 auf dem Mauritiusplatz eröffnet. |
| Gutenbergplatz 1 ·                     | Sophie Bormass geb. Ballin               | Hier wohnte Sophie Bormass geb. Ballin Jg. 1870 Deportiert 1942 Theresienstadt Tot 17.9.1942                                                 | 2. Okt. 2012     |      | Moritz Bormass war seit 1905 Teilhaber, später auch Geschäftsführer der Firma Julius Bormass GmbH. Sein Vater Julius Bormass hatte das Kaufhaus Bormass 1892 auf dem Mauritiusplatz eröffnet. |
| Schubertstraße 1 ·                     | Ida Dreyer geb. Jordan                   | Hier wohnte Ida Dreyer geb. Jordan Jg. 1857 Gedemütigt/Entrechtet Flucht in den Tod 11.11.1940                                               | 13. Okt. 2010    |      | |
| Humboldtstraße 9 ·                     | Sigmund Dreyfuss                         | Hier wohnte Sigmund Dreyfuss Jg. 1859 Gedemütigt/Entrechtet Flucht in den Tod 28.8.1942                                                      | 5. Mai 2010      |      | Zur Erinnerung an Sigmund Dreyfuss |
| Möhringstraße 3 ·                      | Maria Einhorn geb. Heudorf               | Hier wohnte Maria Einhorn geb. Heudorf Jg. 1891 Verhaftet 1942 Gefängnis Wiesbaden 'Judenhilfe' 1942/1943 Ravensbrück Überlebt               | 3. Mai 2011      |      | |
| Wielandstraße 14 ·                     | Daniel Gallinger                         | Hier wohnte Daniel Gallinger Jg. 1866 Deportiert 1.9.1942 Treblinka Ermordet 29.9.1942                                                       | 22. Jan. 2008    |      | Die Familie Gallinger besaß bis 1936 ein Leinen- und Wäscheausstattungsgeschäft in Worms, das dort 60 Jahre bestanden hat. Daniel Gallinger muss eine dynamische Persönlichkeit gewesen sein, der in der Kaufmannschaft großes Ansehen genoss. Er war 20 Jahre Vorsitzender des Vereins selbstständiger Kaufleute, Mitglied der Industrie- und Handelskammer.1936, nach Aufgabe des Geschäfts, sind Paula und Daniel Gallinger nach Wiesbaden umgezogen. Seit März 1940 darf Daniel Gallinger seine finanziellen Angelegenheiten nur noch über ein „Beschränkt verfügbares Sicherungskonto“ durchführen. |
| Wielandstraße 14 ·                     | Paula Gallinger geb. Lehrberger          | Hier wohnte Paula Gallinger geb. Lehrberger Jg. 1879 Deportiert 1.9.1942 Treblinka Ermordet 29.9.1942                                        | 22. Jan. 2008    |      | Die Familie Gallinger besaß bis 1936 ein Leinen- und Wäscheausstattungsgeschäft in Worms, das dort 60 Jahre bestanden hat. Daniel Gallinger muss eine dynamische Persönlichkeit gewesen sein, der in der Kaufmannschaft großes Ansehen genoss. Er war 20 Jahre Vorsitzender des Vereins selbstständiger Kaufleute, Mitglied der Industrie- und Handelskammer.1936, nach Aufgabe des Geschäfts, sind Paula und Daniel Gallinger nach Wiesbaden umgezogen. Seit März 1940 darf Daniel Gallinger seine finanziellen Angelegenheiten nur noch über ein „Beschränkt verfügbares Sicherungskonto“ durchführen. |
| Wielandstraße 14 ·                     | Hermann Neumann                          | Hier wohnte Hermann Neumann Jg. 1889 Flucht 1937 Holland Interniert Westerbork Deportiert 13.7.1943 Sobibor Ermordet 18.7.1943               | 22. Jan. 2008    |      | |
| Wielandstraße 14 ·                     | Sophie Neumann geb. Bacharach            | Hier wohnte Sophie Neumann geb. Bacharach Jg. 1898 Flucht 1937 Holland Interniert Westerbork Deportiert 13.7.1943 Sobibor Ermordet 16.7.1943 | 22. Jan. 2008    |      | |
| Wielandstraße 14 ·                     | Johanna Neumann                          | Hier wohnte Johanna Neumann Jg. 1924 Flucht 1937 Holland Interniert Westerbork Deportiert 13.7.1943 Sobibor Ermordet 18.7.1943               | 22. Jan. 2008    |      | |
| Wielandstraße 14 ·                     | Erich Neumann                            | Hier wohnte Erich Neumann Jg. 1926 Flucht 1937 Holland Interniert Westerbork Deportiert 13.7.1943 Sobibor Ermordet 18.7.1943                 | 22. Jan. 2008    |      | |
| Niederwaldstraße 9 ·                   | Charlotte Geisler geb. Melzer            | Hier wohnte Charlotte Geisler geb. Melzer Jg. 1880 Deportiert 1942 Theresienstadt Ermordet 15.5.1944 Auschwitz                               | 27. Jan. 2009    |      | Zur Erinnerung Familie Bernhard und Charlotte Geisler, Erna und Lore Löb |
| Niederwaldstraße 9 ·                   | Bernhard Geisler                         | Hier wohnte Bernhard Geisler Jg. 1872 Deportiert 1942 Theresienstadt Tot 17.4.1943                                                           | 27. Jan. 2009    |      | Zur Erinnerung Familie Bernhard und Charlotte Geisler, Erna und Lore Löb |
| Niederwaldstraße 9 ·                   | Lore Löb                                 | Hier wohnte Lore Löb Jg. 1928 Deportiert 1942 Ermordet 1942 in Sobibor                                                                       | 27. Jan. 2009    |      | Zur Erinnerung Familie Bernhard und Charlotte Geisler, Erna und Lore Löb |
| Niederwaldstraße 9 ·                   | Erna Löb geb. Geisler                    | Hier wohnte Erna Löb geb. Geisler Jg. 1903 Deportiert 1942 Lublin Ermordet 1942                                                              | 27. Jan. 2009    |      | Zur Erinnerung Familie Bernhard und Charlotte Geisler, Erna und Lore Löb |
| Langenbeckplatz 3 ·                    | Dr. Wilhelm Hammerschmidt                | Hier wohnte Dr. Wilhelm Hammerschmidt Jg. 1873 Deportiert 1942 Theresienstadt Tot 15.2.1943                                                  | 13. Okt. 2010    |      | Zur Erinnerung an die Geschwister Hammerschmidt |
| Alwinenstraße 25 ·                     | Martha Harpf geb. Brisch                 | Hier wohnte Martha Harpf geb. Brisch Jg. 1874 Deportiert 1942 Auschwitz Ermordet 12.12.1942                                                  | 2. Juli 2009     |      | |
| Fritz-Kalle-Straße 14 ·                | Johanna Herrmann geb. Meyer-Joseph       | Hier wohnte Johanna Herrmann geb. Meyer-Joseph Jg. 1885 Flucht 1939 Frankreich Interniert Drancy Deportiert 1942 Ermordet in Auschwitz       | 14. Oktober 2019 |      | |
| Fritz-Kalle-Straße 14 ·                | Max Herrmann                             | Hier wohnte Max Herrmann Jg. 1869 Flucht 1939 Frankreich Interniert Drancy Ermordet in Auschwitz                                             |                  |      | |
| Gustav-Freytag-Straße 3 ·              | Johanna Herz geb. Ballin                 | Hier wohnte Johanna Herz geb. Ballin Jg. 1880 Deportiert 1942 Theresienstadt Tot 15.9.1942                                                   | 13. Okt. 2010    |      | Johanna Herz heiratete Adolf Herz, der das von seinem Vater Julius gegründete renommierte Juweliergeschäft in der Webergasse 3 übernommen hat. Johanna hatte vier Töchter: Lily, Emmy, Annie und Alice, von denen zwei in Wiesbaden verheiratet waren. |
| Blumenstraße 7 ·                       | Amalie Hirsch geb. Ballin                | Hier wohnte Amalie Hirsch geb. Ballin Jg. 1865 Deportiert 1942 Theresienstadt Tot 28.11.1942                                                 | 13. Okt. 2010    |      | Amalie Hirsch war mit dem Wiesbadener Weinhändler Heinrich Hirsch verheiratet, der 1937 gestorben ist. Sie hatte zwei Töchter: Martha, verheiratete Lenk, und Nelly, verheiratete Elkan, sowie die Zwillingssöhne Ernst und Fritz. Der Jurist Ernst überlebte in Holland im Untergrund; der Mediziner Fritz emigrierte nach England. Amalie Hirsch gehörte das Haus Blumenstr. 7, das später zum „Judenhaus“ wurde. |
| Mainzer Straße 2 ·                     | Alma Hirsch geb. Mayer                   | Hier wohnte Alma Hirsch geb. Meyer Jg. 1890 Deportiert 1942 Theresienstadt Ermordet 15.5.1944 Auschwitz                                      | 9. Sep. 2008     |      | Zur Erinnerung an Dr. Moritz Hirsch und Alma Hirsch geb. Meyer |
| Mainzer Straße 2 ·                     | Dr. Moritz Hirsch                        | Hier wohnte Dr. Moritz Hirsch Jg. 1874 Deportiert 1942 Theresienstadt Tot 15.10.1942                                                         | 9. Sep. 2008     |      | Zur Erinnerung an Dr. Moritz Hirsch und Alma Hirsch geb. Meyer |
| Frankfurter Straße 18 ·                | Dr. Emil Höchster                        | Hier arbeitete Dr. Emil Höchster Jg. 1884 Flucht 1933 Frankreich Interniert Drancy Deportiert 1943 Auschwitz Ermordet                        | 3. Mai 2011      |      | |
| Biebricher Allee 42 ·                  | Auguste Honig                            | Hier wohnte Auguste Honig Jg. 1872 Deportiert 1942 Theresienstadt Ermordet 29.9.1942 Treblinka                                               | 3. Mai 2011      |      | |
| Biebricher Allee 42 ·                  | Amalie Ullmann geb. Honig                | Hier wohnte Amalie Ullmann geb. Honig Jg. 1867 Vor Deportation Flucht in den Tod 3.8.1942                                                    | 3. Mai 2011      |      | |
| Kleiststraße 13 ·                      | Hedwig Jakobi geb. Joseph                | Hier wohnte Hedwig Jakobi geb. Joseph Jg. 1870 Deportiert 1942 Theresienstadt Ermordet in Auschwitz                                          | 5. Mai 2010      |      | Zur Erinnerung an Hedwig Jakobi geb. Joseph |
| Wielandstraße 10 ·                     | Ludwig Kiefer                            | Hier wohnte Ludwig Kiefer Jg. 1873 Vor Deportation Flucht in den Tod 26.8.1942                                                               | 5. Mai 2010      |      | Zur Erinnerung an Ludwig Kiefer und Rosalie geb. Cohn |
| Wielandstraße 10 ·                     | Rosalie Kiefer geb. Cohn                 | Hier wohnte Rosalie Kiefer geb. Cohn Jg. 1868 Gedemütigt/Entrechtet Tot 20.5.1942                                                            | 5. Mai 2010      |      | Zur Erinnerung an Ludwig Kiefer und Rosalie geb. Cohn |
| Schwarzenbergstraße 7 ·                | Wilhelm Klöppinger                       | Hier wohnte Wilhelm Klöppinger Jg. 1910 Im Widerstand Verhaftet 1941 Gefängnis Wiesbaden Hingerichtet 17.6.1942 Frankfurt Preungesheim       | 30. Apr. 2013    |      | |
| Rückertstraße 5 ·                      | Dr. Hugo Lebrecht                        | Hier wohnte Dr. Hugo Lebrecht Jg. 1866 Deportiert 1943 Auschwitz Ermordet 30.10.1943                                                         | 27. Jan. 2009    |      | Zur Erinnerung an Dr. Hugo Lebrecht |
| Niederwaldstraße 10 ·                  | Clara Löwenstein geb. Strauss            | Hier wohnte Clara Löwenstein geb. Strauss Jg. 1898 Deportiert 1942 Lublin Ermordet in Sobibor                                                | 1. Okt. 2013     |      | Zur Erinnerung an Sally Löwenstein, Clara Löwenstein geb. Strauß und Edith Löwenstein |
| Niederwaldstraße 10 ·                  | Edith Löwenstein                         | Hier wohnte Edith Löwenstein Jg. 1924 Deportiert 1942 Lublin Ermordet in Sobibor                                                             | 1. Okt. 2013     |      | Zur Erinnerung an Sally Löwenstein, Clara Löwenstein geb. Strauß und Edith Löwenstein |
| Niederwaldstraße 10 ·                  | Sally Löwenstein                         | Hier wohnte Sally Löwenstein Jg. 1887 Deportiert 1942 Lublin Ermordet in Sobibor                                                             | 1. Okt. 2013     |      | Zur Erinnerung an Sally Löwenstein, Clara Löwenstein geb. Strauß und Edith Löwenstein |
| Niederwaldstraße 10 ·                  | Hedwig Katzenstein geb. Levitta          | Hier wohnte Hedwig Katzenstein geb. Levitta Jg. 1881 Deportiert 1942 Lublin Ermordet in Sobibor                                              | 1. Okt. 2013     |      | |
| Mainzer Straße 60 ·                    | Dr. August Mainzer                       | Hier wohnte Dr. August Mainzer Jg. 1869 Deportiert 1942 Theresienstadt Tot 23.2.1943                                                         | 3. Mai 2011      |      | |
| Mainzer Straße 60 ·                    | Isidor Haas                              | Hier wohnte Isidor Haas Jg. 1875 Deportiert 1942 Theresienstadt Tot 13.2.1943                                                                | 6. Okt. 2016     |      | |
| Klopstockstraße 1 ·                    | Julius Marx                              | Hier wohnte Julius Marx Jg. 1873 Deportiert 1942 Theresienstadt Tot 17.3.1943                                                                | 28. Aug. 2008    |      | |
| Klopstockstraße 1 ·                    | Bina Marx geb. Muhr                      | Hier wohnte Bina Marx geb. Muhr Jg. 1878 Deportiert 1942 Theresienstadt Ermordet 15.5.1944 Auschwitz                                         | 28. Aug. 2008    |      | |
| Uhlandstraße 8 ·                       | Dr. Moriz Marxheimer                     | Hier wohnte Dr. Moriz Marxheimer Jg. 1871 Deportiert 1942 Theresienstadt Tot 27.10.1942 Mauthausen                                           | 1. Okt. 2013     |      | |
| Viktoriastraße 39 ·                    | Ingeborg Mendel                          | Hier wohnte Ingeborg Mendel Jg. 1871 Deportiert 1942 Theresienstadt Tot 27.10.1942 Mauthausen                                                | 19. Apr. 2016    |      | Zur Erinnerung an Jenny Mendel geb. Weis und Ingeborg Mendel |
| Viktoriastraße 39 ·                    | Jenny Mendel geb. Weis                   | Hier wohnte Jenny Mendel geb. Weis Jg. 1895 Deportiert 1942 Ermordet in Sobibor                                                              | 19. Apr. 2016    |      | Zur Erinnerung an Jenny Mendel geb. Weis und Ingeborg Mendel |
| Lessingstraße 13 ·                     | Rosina Nadler-Michel geb. Michel         | Hier wohnte Rosina Nadler-Michel geb. Michel Jg. 1888 Deportiert 1943 Auschwitz Ermordet 1.11.1943                                           | 9. Okt. 2014     |      | |
| Lessingstraße 8 ·                      | Sigmund Neumann                          | Hier wohnte Sigmund Neumann Jg. 1870 Deportiert 1942 Theresienstadt Tot 18.11.1942                                                           | 8. Apr. 2014     |      | Zur Erinnerung an Sigmund Neumann und Sophie geb. Mayer |
| Lessingstraße 8 ·                      | Sophie Neumann geb. Bacharach            | Hier wohnte Sophie Neumann geb. Bacharach Jg. 1898 Flucht 1937 Holland Interniert Westerbork Deportiert 13.7.1943 Sobibor Ermordet 16.7.1943 | 8. Apr. 2014     |      | Zur Erinnerung an Sigmund Neumann und Sophie geb. Mayer |
| Kleiststraße 19 ·                      | Ricka Schartenberg                       | Hier wohnte Ricka Schartenberg Jg. 1883 Deportiert 1942 Lublin Ermordet in Sobibor                                                           | 5. Mai 2010      |      | Zur Erinnerung an Ricka und Rosa Schartenberg |
| Kleiststraße 19 ·                      | Rosa Schartenberg                        | Hier wohnte Rosa Schartenberg Jg. 1887 Deportiert 1942 Lublin Ermordet in Sobibor                                                            | 5. Mai 2010      |      | Zur Erinnerung an Ricka und Rosa Schartenberg |
| Klopstockstraße 9 ·                    | Leopold Schönberg                        | Hier wohnte Leopold Schönberg Jg. 1875 Deportiert 1943 Auschwitz Ermordet 30.10.1943                                                         | 13. Okt. 2010    |      | Zur Erinnerung an Leopold Schönberg |
| Mainzer Straße 19 ·                    | Dr. Rudolf Schreiber                     | Hier wohnte Dr. Rudolf Schreiber Jg. 1888 Vor Deportation Flucht in den Tod 7.8.1942                                                         | 5. Mai 2010      |      | Zur Erinnerung an Dr. Rudolf Schreiber und seine Tochter Jenny Schreiber |
| Mainzer Straße 19 ·                    | Jenny Schreiber                          | Hier wohnte Jenny Schreiber Jg. 1897 Vor Deportation Flucht in den Tod 7.6.1942                                                              | 5. Mai 2010      |      | Zur Erinnerung an Dr. Rudolf Schreiber und seine Tochter Jenny Schreiber |
| Schiersteiner Straße 32 ·              | Karoline Selig geb. Rosenfeld            | Hier wohnte Karolina Selig geb. Rosenfeld Jg. 1864 Deportiert 1942 Theresienstadt Ermordet 29.9.1942 Treblinka                               | 8. Apr. 2014     |      | |
| Schiersteiner Straße 32 ·              | Rudolf Benedikt Selig                    | Hier wohnte Rudolf Benedikt Selig Jg. 1902 Deportiert 1942 Lublin Ermordet 25.7.1942 Majdanek                                                | 8. Apr. 2014     |      | |
| Fritz-Kalle-Straße 14 ·                | Henriette Seligmann geb. Schreier        | Hier wohnte Henriette Seligmann geb. Schreier Jg. 1879 Deportiert 1942 Lublin Ermordet in Sobibor                                            | 13. März 2015    |      | |
| Fritz-Kalle-Straße 14 ·                | Siegfried Seligmann                      | Hier wohnte Siegfried Seligmann Jg. 1881 Deportiert 1942 Lublin Ermordet in Sobibor                                                          | 13. März 2015    |      | |
| Alexandrastraße 8 ·                    | Dr. Albert Eugen Stein                   | Hier wohnte Dr. Albert Eugen Stein Jg. 1875 Deportiert 1943 Auschwitz Ermordet 11.7.1943                                                     | 2. Mai 2012      |      | |
| Grillparzerstraße 9 ·                  | Elfriede Steinberg geb. Kaufmann         | Hier wohnte Elfriede Steinberg geb. Kaufmann Jg. 1876 Gedemütigt/Entrechtet Flucht in den Tod 7.7.1942                                       | 2. Juli 2009     |      | Moritz Steinberg war bis zu seinem erzwungenen Ausscheiden im März 1938 Generaldirektor und Anteilseigner der Steinberg & Vorsanger AG. Das Unternehmen plante und produzierte Ladeneinrichtungen für Fleischereien. |
| Grillparzerstraße 9 ·                  | Moritz Steinberg                         | Hier wohnte Moritz Steinberg Jg. 1870 Gedemütigt/Entrechtet Flucht in den Tod 2.7.1942                                                       | 2. Juli 2009     |      | Moritz Steinberg war bis zu seinem erzwungenen Ausscheiden im März 1938 Generaldirektor und Anteilseigner der Steinberg & Vorsanger AG. Das Unternehmen plante und produzierte Ladeneinrichtungen für Fleischereien. |
| Grillparzerstraße 9 ·                  | Alice Strauss                            | Hier wohnte Alice Strauss Jg. 1870 Vor Deportation Flucht in den Tod 3.8.1942                                                                | 13. Okt. 2009    |      | |
| Grillparzerstraße 9 ·                  | Mathilde Strauss                         | Hier wohnte Mathilde Strauss Jg. 1867 Vor Deportation Flucht in den Tod 3.8.1942                                                             | 13. Okt. 2009    |      | |
| Schenkendorfstraße 3 ·                 | Karl Trief                               | Hier wohnte Karl Trief Jg. 1881 Deportiert 1942 Ermordet im besetzten Polen                                                                  | 24. Oktober 2019 |      | |
| Schenkendorfstraße 3 ·                 | Frieda Trief geb. Leopold                | Hier wohnte Frieda Trief geb. Leopold Jg. 1882 Deportiert 1942 Ermordet in Sobibor                                                           | 24. Oktober 2019 |      | |
| Biebricher Allee 36 ·                  | Victor Weiss                             | Hier wohnte Victor Weiss Jg. 1868 Gedemütigt/Entrechtet Flucht in den Tod 29.8.1942                                                          |                  |      | |
| Biebricher Allee 33 ·                  | Arthur Wertheimer                        | Hier wohnte Arthur Wertheimer Jg. 1873 Deportiert 1942 Theresienstadt Tot 12.12.1942                                                         | 21. Feb. 2006    |      | Arthur und Sophie Wertheimer sind Anfang 1928 von Peine nach Wiesbaden umgezogen. Arthur Wertheimer war von Beruf Bankdirektor. Er ist in den 1920er Jahren aus dem Berufsleben ausgeschieden. Arthur und Sophie Wertheimerplanten, ihren Lebensabend in Wiesbaden zu verbringen, in einer Stadt, die Privatiers besonders anzog und die sie von Kuraufenthalten kannten. |
| Biebricher Allee 33 ·                  | Sophie Wertheimer geb. Maschke           | Hier wohnte Sophie Wertheimer geb. Maschke Jg. 1875 Deportiert 1942 Theresienstadt Tot 4.8.1943                                              | 21. Feb. 2006    |      | Sophie Wertheimer kam am 19. November 1875 in Bitow/Pommern zur Welt. Ihre drei Kinder wurden in Peine geboren: Heinz, der später Rechtsanwalt wurde, am 22. Januar 1900, Ernst Günther am 26. September 1912 und Eva am 20. April 1914. |
| Wielandstraße 4 ·                      | Laura Daniel geb. Schiff                 | Hier wohnte Laura Daniel geb. Schiff Jg. 1868 Eingewiesen Jacoby’sche Anstalt Bendorf-Sayn Tot 1938                                          |                  |      | |
| Niederwaldstraße 8 ·                   | Fanny Joseph geb. Sinay                  | Hier wohnte Fanny Joseph geb. Sinay Jg. 1860 Deportiert 1943 Theresienstadt Tot 3.4.1942                                                     | 3. Mai 2011      |      | Fanny Sinay wurde am 20. Oktober 1860 in Großblittersdorf/Lothringen geboren. Sie heiratete in Blieskastel/Saarland den begüterten Emil Joseph. Das Paar bekam zwei Töchter: Rosa, geb. 12. September 1882 und Alice, geb. 13. Februar 1888. Unter dem Verdacht der Spionage für Frankreich und angeblichen Devisenvergehens wurden Fanny Joseph und ihre Tochter Alice Zimpelmann mehrfach von der Gestapo verhört und sie hatten Meldeauflagen nachzukommen. Fanny Joseph wurde im März 1943 in die ehemalige Jeschiwa, inzwischen ein „Judenhaus“ in der Ostendstraße 18 in Frankfurt, eingewiesen. Von dort erfolgte am 12. April 1943 ihre Deportation nach Theresienstadt. Sie kam dort am 5. April 1944 im Alter von 83 Jahren zu Tode. |
| Niederwaldstraße 8 ·                   | Alice Zimpelmann geb. Joseph             | Hier wohnte Alice Zimpelmann geb. Joseph Jg. 1888 Deportiert 1943 Auschwitz Ermordet 5.11.1943                                               | 3. Mai 2011      |      | Alice Zimpelmann heiratete 1913 den Bankbeamten Friedrich Zimpelmann. Da er in einer christlich-jüdischen „Mischehe“ lebte, wurde er 1935 vom Schalterraum in den hinteren Geschäftsbereich der Bank versetzt. Er starb 1941. Alice Zimpelmann wurde 1943 im Polizeipräsidium Wiesbaden inhaftiert. |